# Aloïss Heiss
Pour les articles homonymes, voir Heiss.
Aloïss Heiss (1820–1893) est un numismate français, spécialiste de la Renaissance. Il s'intéressa également aux monnaies antiques et médiévales de l'Espagne.

## Œuvre
Il est notamment l'auteur d'une Descripción general de las monedas hispano-cristianas desde la invasión de los Arabes, publiée à Madrid en trois volumes de 1865 à 1869, d'une Description générale des monnaies antiques de l'Espagne, publiée à Paris en 1870, d'une Description générale des monnaies des rois wisigoths d'Espagne, publiée également à Paris en 1872, et d'un ouvrage intitulé Les Médailleurs de la Renaissance, publié en neuf volumes de 1881 à 1892 à Paris.
Lauréat de l'Institut de France pour sa Descripción general de las monedas hispano-cristianas desde la invasión de los Arabes (1867), membre de la Société française de numismatique et d'archéologie dont il fut le secrétaire général et le vice-président (élu en janvier 1870), Aloïss Heiss fut également membre de la Société de l'Histoire de Paris et de l'Île-de-France de 1874 à sa mort, et membre étranger de l'Academia de la Historia de Madrid.

## Publications
- Descripción general de las monedas hispano-cristianas desde la invasión de los Arabes, Madrid : R. N. Milagro, 1865-1869, 3 vol.
- Une monnaie inédite de Montpellier, Paris : à la Société de numismatique, 1867 ("Annuaire de la Société française de numismatique et d'archéologie").
- Description générale des monnaies antiques de l'Espagne, Paris : Impr. nationale, 1870.
- Description générale des monnaies des rois wisigoths d'Espagne, Paris : Impr. nationale, 1872.
- Notice sur une médaille inédite de François Laurana représentant Jeanne de Laval, seconde femme de René d'Anjou, roi de Sicile, Paris, au siège de la Société, bibliothèque et cercle de numismatique, 1879 (Extrait de l'"Annuaire de la Société française de numismatique et d'archéologie" pour 1878).
- Les Médailleurs de la Renaissance, Paris : J. Rothschild, 1881-1892, 9 vol.
- Médailles de personnages français exécutées à Lyon en 1494 par Niccolò Spinelli de Florence, Mâcon : impr. de Protat, 1884 (Extrait de l'"Annuaire de la Société française de numismatique et d'archéologie").
- Plat celtibérien en terre cuite découvert à Ségovie, Paris : A. Lévy, 1888 (Extrait de la "Gazette archéologique" de 1888).
- Note sur l'authenticité des portraits de Gonzalve de Cordoue et sur la date encore discutée de sa naissance, Paris : C. Rollin et Feu-ardent, 1890 (Extrait de la "Revue numismatique", 1890).
- À propos des médailles et des portraits de Don Carlos, fils de Philippe II, roi d'Espagne, Paris : Société française de numismatique, 1891 (Extrait de l'"Annuaire de la Société de numismatique", année 1891).
- Étude sur la démence de la reine Jeanne de Castille et sur la mort de son mari Philippe le Beau, accompagnée de notes numismatiques et iconographiques, Paris : Société française de numismatique, 1892 (Extrait de l'"Annuaire de la Société de numismatique", année 1892).